# 藤原親経
藤原 親経（ふじわら の ちかつね、仁平元年（1151年） - 承元4年11月11日（1210年11月28日））は、平安時代後期から鎌倉時代にかけての公家。藤原北家真夏流（大福寺流）、参議・藤原俊経の次男。官位は従二位・権中納言。

## 経歴
後白河院政期前期の仁安3年（1168年）文章得業生に補せられる。高倉天皇の六位蔵人や大学助を経て、承安元年（1171年）従五位下に叙爵し、承安2年（1172年）宮内権少輔に任官した。
治承2年（1178年）春宮・言仁親王の学士を兼任し、治承3年（1179年）再び高倉天皇の蔵人（五位蔵人）を務める。治承4年（1180年）言仁親王の践祚（安徳天皇）により、親経は高倉院の判官代となった。
文治元年（1185年）源頼朝の推挙により、上﨟の蔵人であった藤原親雅・藤原定経を超えて親経が右少弁に任ぜられると、文治4年（1188年）権右中弁、文治5年（1189年）従四位上・右中弁、建久元年（1190年）正四位下・左中弁、建久6年（1195年）右大弁と弁官を務めながら順調に昇進する。この間、記録所勾当・氏院別当・造興福寺長官・御書院別当・率分勾当などを兼任し、建久5年（1194年）には文章博士にも任ぜられている。また、後白河院の院司、九条兼実の家司など務めた。
建久9年（1198年）正月の土御門天皇の践祚に伴い、親経は後鳥羽院別当に補任され、同年12月には蔵人頭も兼ねている（右大弁は辞任）。正治2年（1200年）参議に任ぜられ公卿に列し、その後も建仁元年（1201年）従三位、建仁3年（1203年）正三位と昇進を続けた。建仁4年（1204年）左大弁を兼ねて約6年ぶりに弁官に復任すると、のちに造東大寺長官・勘解由長官・式部大輔なども兼帯している。
建永元年（1206年）権中納言に昇任されるが、承元2年（1208年）7月に子息の親宗を蔵人に補す代わりに中納言を辞任。同年12月に従二位に至った。
承元4年（1210年）11月11日に熊野参詣の途上の紀伊国藤代宿で没する。享年60。

## 人物
漢詩に秀で、後鳥羽・土御門2代の侍読となり、九条兼実からは「当時の儒者で右に出るものはいない」と絶賛されている（『玉葉』）。元久2年（1205年）には『新古今和歌集』の真名序文を作成した。日記に『親経卿記』、著書に『角黄記』『東大寺供養式』などがある。

## 官歴
『公卿補任』による。
- 永万元年（1165年） 3月：給氏院学問料
- 仁安3年（1168年） 3月2日：秀才
- 嘉応2年（1170年） 正月18日：因幡掾。2月9日：献策。8月28日：六位蔵人。12月5日：大学助
- 承安元年（1171年） 5月24日：叙爵
- 承安2年（1172年） 6月26日：宮内権少輔
- 治承元年（1177年） 正月24日：従五位上（策労）
- 治承2年（1178年） 12月15日：東宮学士（春宮・言仁親王）
- 治承3年（1179年） 10月10日：五位蔵人
- 治承4年（1180年） 正月29日：越前権介。2月21日：止学士（依践祚也）。4月21日：正五位下
- 文治元年（1185年） 12月29日：右少弁
- 文治3年（1187年） 日付不詳：記録所勾当[1]。12月4日：辞蔵人
- 文治4年（1188年） 10月14日：権右中弁
- 文治5年（1189年） 正月5日：従四位下[1]。7月10日：右中弁[1]。11月1日：従四位上（父俊経去久寿元年住吉造宮国司賞）[1]
- 建久元年（1190年） 4月11日：加判儒。8月13日：兼右宮城使。8月26日：侍読。10月27日：左中弁。12月14日：正四位下（平野大原野行幸行事賞）。12月22日：装束司
- 建久2年（1191年） 正月：服解（父）[1]。5月2日：復任
- 建久3年（1192年） 正月29日：兼左宮城使。7月24日：後院別当[1]
- 建久4年（1193年） 正月29日：備後介（装束司兼国）。2月1日：兼造興福寺長官、氏院別当[1]。2月：御書所別当
- 建久5年（1194年） 11月27日：文章博士
- 建久6年（1195年） 12月9日：右大弁[1]
- 建久7年（1196年） 正月28日：能登権守（大弁労）
- 建久9年（1198年） 正月19日：聴新帝昇殿、補後鳥羽院別当。12月9日：左京権大夫、蔵人頭、去弁博士
- 正治2年（1200年） 3月6日：参議、去大夫
- 建仁元年（1201年） 正月6日：従三位。正月29日：兼備前権守
- 建仁3年（1203年） 正月5日：正三位
- 建仁4年（1204年） 3月6日：兼左大弁。3月29日：兼造東大寺長官。4月12日：兼勘解由長官
- 元久2年（1205年） 正月29日：兼周防権守。4月16日：兼式部大輔
- 建永元年（1206年） 3月28日：権中納言
- 承元2年（1208年） 7月9日：辞退（男親宗補蔵人）。12月9日：従二位
- 承元4年（1210年） 11月11日：薨去

## 系譜
『尊卑分脈』による。
- 父：藤原俊経
- 母：平実親の娘
- 妻：藤原親光の娘
  - 男子：藤原親資
- 妻：藤原季行の娘
  - 男子：藤原宗親（1284-1228）
- 生母不詳の子女
  - 男子：藤原兼経
  - 男子：藤原行経
  - 男子：親遍